# Hyperglomeris dirupta
Hyperglomeris dirupta är en mångfotingart som först beskrevs av Filippo Silvestri 1917.  Hyperglomeris dirupta ingår i släktet Hyperglomeris och familjen klotdubbelfotingar. Inga underarter finns listade i Catalogue of Life.